# Phillip Island
För andra betydelser, se Phillip Island (olika betydelser).

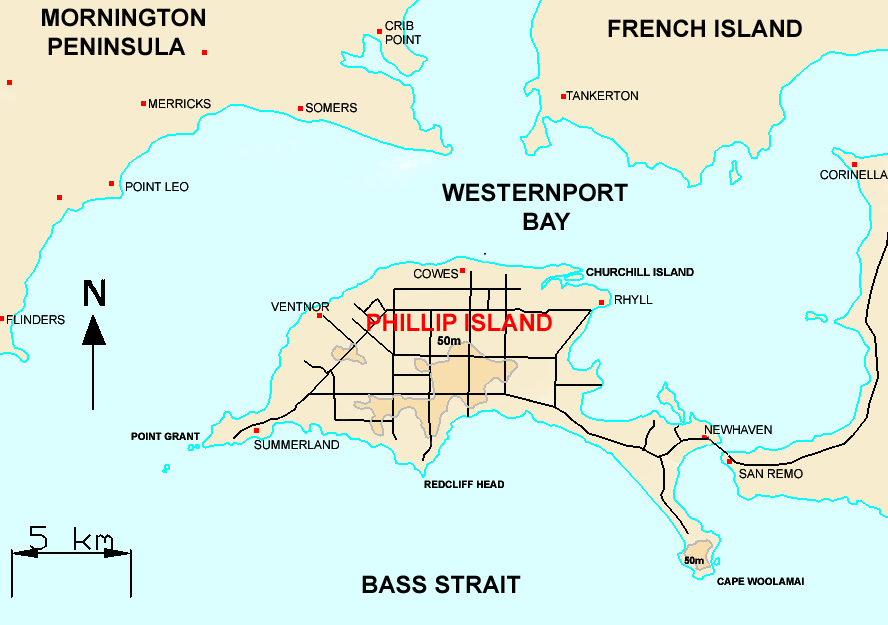
Karta över Phillip Island, Victoria

Phillip Island är en ö i Victoria, Australien belägen cirka 140 kilometer från Melbourne. Öns yta är cirka 10 000 hektar, 26 kilometer lång och 9 kilometer bred. Strandlinjen är cirka 97 kilometer. Den fasta befolkningen uppgick 2001 till 7071 personer. Under turistsäsongen sväller befolkningen till 40 000 personer. Totalt besöker omkring 3,5 miljoner turister Phillip Island årligen. Ön är ett känt surfställe, och har naturvärden som besök av pingviner och stora sälkolonier. Mest bekant är nog dock öns racingbana, Phillip Island Grand Prix Circuit, där deltävlingar i världsmästerskapen i MotoGP och Superbike årligen hålls.